# Климентины
«Клименти́ны» (также «Псевдо-Климентины» или «Клементины») — памятник апокрифической литературы раннего христианства; христианский греческий роман II или III в. н. э., написанный, вероятно, в Сирии и известный в двух версиях, восходящих к какому-то общему источнику. Когда-то приписывался святому Клименту (Клементу Римскому), жившему в I веке. Сочинение представляет собой сравнительное изложение учения иудействовавших христиан и христиан из язычников: автор заметно склоняется на сторону первых.
Одна версия существует на греческом языке и носит название: «Беседы (homiliae) Климента Римского» (эту редакцию обычно называют «Гомилии»), вторая — в латинском переводе Руфина (Recognitiones, «Воспоминания» или «Узнавания»). Некоторые их части совпадают дословно, в других обнаруживаются различия в деталях сюжета. Кроме того известны: а) сокращение (epitome) бесед и б) отрывочные фрагменты из «бесед» и «воспоминаний».
Авторы ЕЭБЕ характеризуют «Клементины», как ряд родственных по содержанию сочинений одной иудейско-христианской секты второго столетия, из которых сохранились только гомилии, Recognitiones и эпитомы. Гомилии, впервые опубликованные в 1853 году, представляют гностическую систему, в основании которой лежит Откровение: только через Откровение может быть приобретено знание, а не путем философии (Гомилии, I, 19, II, 5). Это положение иллюстрируется историей Климента, который тщетно пытался посредством философии дойти до познания истины.

## Происхождение текста и исследования
Происхождение «Климентин» относят ко времени не ранее 171 года и не позже 217 года (в первый раз они упоминаются у Оригена, около 230 г.). Полагают, что «Клементины» — произведение кого-либо из сирийских еретиков второго века: это доказывается тем, что отношения двух первых лиц св. Троицы представлены здесь несогласно со Св. Писанием, отвергается вечность мучений и Иисус Христос ставится наряду с Моисеем.
Как памятник апокрифической литературы начального христианства, заслуживающий интереса, «Клементины» изучались Бауром и другими учёными тюбингенской школы (сущ. с 1819).

## Содержание

### Гомилии
«Гомилии» (Беседы) живо и художественно рассказывают о путешествиях апостола Петра, о его прениях с Симоном-волхвом, Аппианом, Афинодором и др.
Гомилии говорят, подобно Мишне (Санг., 37а): «Бог открыл Себя, создав человека по Своему образу; если бы был другой Бог, Он тоже открыл бы себя, создав других людей по Своему образу» (Гомилии, XVI, 10). Нападки на отрицающих единство Божие и доказательства этого единства составляют главное содержание этих гомилий. Монотеистическое понимание Божества всецело иудейское, и все попытки видоизменить абстрактный монотеизм решительно отвергаются. Этому монотеизму придается такое большое значение, что он почти переходит в пантеизм, так как Бог в нём обозначается словами τό παν τό ΄’ον, а всё остальное — как ничто. Он один есть; Он есть осязаемое и неосязаемое, близкое и далекое, здесь и там; Он один существует. Он проникает Собою все, как Солнце согревает и освещает мир (Гомилии, XVII, 7; XVIII, 8 и passim).
Положение гомилий: «Пространственно Бог не существует, но Бог есть То, что существует» (XVII, 8); с этой пантеистической точки зрения гомилии смотрят на развитие мира, как на развитие его в Боге; πνεΰμα (пневма; дух) и σωμα (сома; тело), первоначально объединённые в Боге, разделились, и это было началом мира. Творение объясняется так: дух Божий превратился в воздух, воздух в воду, вода в огонь. Гомилии учат не истечению мира из Бога, но вечному течению вещей, в начале и конце которого — Бог.
Три измерения пространства в двух противоположных направлениях, посредством которых мир создался как реальность, — это встречается и в другом месте гомилий, которое, однако, часто не понималось правильно (XVII, 9). Подобно книге «Иецира» и каббале, гомилии содержат в себе учение о противоположностях и контрастах, которыми устанавливается понимание мира: все вещи разделяются (διχως καί έναλτίως) и идут в противоположных направлениях, соединяясь, разделяясь и наконец снова соединяясь. Подобно тому, как вещественный мир создан из четырёх элементов, противоположных друг другу попарно (Гомилии, XIX, 12), — также и духовный мир управляется контрастами. Поэтому в истории, особенно в истории Израиля, Каин противополагается Авелю, Исмаил — Исааку, Исав — Иакову и т. д. Принципы, появившиеся отдельно в Адаме и Еве, но смешанные у большинства людей, время от времени снова появляются раздельно. Последний фазис этого развития — возвращение к Богу через процесс очищения и уничтожения. Когда Мессия, вечный свет, появится, великий мрак исчезнет (Гомилии, II, 17). При воскресении все люди преобразуются в создания из света, так что они будут в состоянии созерцать Бога (Гомилии, XVII, 16). Гомилии считают, что מדת הדין ומדת הרחמים (справедливость и милосердие) иудейской теологии (Сифре, Втор., 27) составляют природу Бога (Гомилии, IV, 13). Строгий аскетизм в гомилиях можно считать возвращением к учению ессеев.

### Recognitiones
Другая редакция носит название «Воспоминаний Климента» (recognitiones), дошедших до нас только в латинском переводе Руфина (IV век); представляет распространённую и варьированную версию предыдущей. В ней Климент представляется спутником апостола Петра в его путешествиях, во время которых Климент находит своих родителей и братьев, о которых долго ничего не знал, и ведёт с ними беседы. Апостол Пётр является здесь горячим сторонником иудействующих христиан, развивает воззрения, близкие к учению евионитов, в противоположность Симону-волхву, который представляется защитником взглядов Павла, апостола язычников.